# Katsiaryna Kardash
Katsiaryna Kardash (ur. 1989 w Szarypowie) – polska artystka pochodzenia białoruskiego, od 2016 roku mieszka i tworzy w Polsce. Z wykształcenia folklorysta, etnograf, grafik. Zajmuje się wieloma dziedzinami sztuki, m.in. fotografią, malarstwem, grafiką, rękodziełem ludowym, białym śpiewem. Inspiracje do swoich prac czerpie z historii, tradycji, symboliki ludowej, własnych doświadczeń i przeżyć, próbując połączyć dwa światy przeszłość i współczesność, dziedzictwo i przyszłość. Ukończyła studia na kierunku grafika na Uniwersytecie Zielonogórskim. Finalistka i laureatka wielu festiwali, konkursów i wystaw artystycznych w Polsce i Europie Środkowo-Wschodniej. Jej prace prezentowane były m.in. w Galerii Miejskiej Arsenał w Poznaniu, Centrum Sztuki Współczesnej Znaki Czasu w Toruniu, Galerii Sztuki Wozownia oraz BWA w Zielonej Górze.

## Życiorys
Katsiaryna Kardash urodziła się w Kraju Krasnojarskim, ówcześnie ZSRR. Wychowywała się i dorastała na terytorium Białorusi. Od 2016 roku mieszka, studiuje i rozwija działalność artystyczną w Polsce. W 2021 roku ukończyła kierunek grafiki na Uniwersytecie Zielonogórskim w pracowni Piotra Czecha. Promotorem części artystycznej pracy licencjackiej pt. „Obecnie nieobecni(e)” był Piotr Czech, a części teoretycznej pt. „Kandinsky, Malewicz, Rodczenko – o duchowości w sztuce” była Lidia Głuchowska. Jej dorobek obejmuje szereg wystaw zbiorowych, jak też indywidualnych w Polsce i w Niemczech. Jej prace znajdują się w kolekcjach krajowych i zagranicznych. Obecnie jest asystentką w Katedrze Sztuki Uniwersytetu Zielonogórskiego.
Twórczość Katsiaryny Kardash łączy  wiele dziedzin sztuki, od grafiki, śpiewu, malarstwa, przez fotografię, do tradycyjnego rękodzieła. W 2021 roku otrzymała główną nagrodę Konkursu dla młodych artystów (II edycja) „A co z wartościami?” w kategorii fotografia, organizowanej przez Centrum Historii Zajezdnia.

## Wybrane wystawy indywidualne
- 2021 – Wystawa dyplomowa pt. „Obecnie nieobecni(e)”, Galeria PWW, Zielona Góra
- 2020 – „SCHEDA”, Galeria PWW, Zielona Góra

## Wybrane wystawy grupowe
- 2022 – propaGandhi. "Shoty 6." Dyplomy ISW 2020/2021 – Biuro Wystaw Artystycznych w Zielonej Górze
- 2022 – Laureatka X edycji konkursu fotograficznego WYSTAW SIĘ W CSW | X edycja, Centrum Sztuki Współczesnej Znaki Czasu, Toruń
- 2021 – Wystawa zbiorowa prac studentów UA w Poznaniu w ramach projektu POGRANICZE, Gołdapia
- 2021 – Wystawa zbiorowa „Wiśniowa 10/2” Galeria Nad – Pod, Uniwersytet Artystyczny im. Magdaleny Abakanowicz w Poznaniu[1]
- 2020 – Wystawa pokonkursowa „Granice wolności” – Agora. Centrum Kultury, Wrocław[2]
- 2019 – Biennale Grafiki Studenckiej „Bunt XI” – Galeria Miejska Arsenał, Poznań
- 2019 – Open Call „Transgresja”, Cieszyn
- 2019 – Open Call „Fala”, Zielona Góra–Poznań

## Nagrody i wyróżnienia
- 2022 – Nagroda rektora Międzynarodowym konkursie rysunku studenckiego RYSOWAĆ X edycja, Galeria Sztuki Wozownia, Toruń
- 2022 – III miejsce wśród zestawienia dyplomów absolwentów uczelni artystyczno-projektowych – FNC 2021[3], FONT Nie Czcionka 2021, Poznań
- 2021 – I miejsce w kategorii Fotografia za zdjęcia pt. „Obecnie nieobecni(e)” – Centrum Historii Zajezdnia, Wrocław
- 2021 – Absolwent Extra na Wydziale Artystycznym UZ - Biuro Karier UZ, Zielona Góra[4][5]
- 2020 – Wyróżnienie w XII edycji konkursu „Portret 2020” – To Dobry Konkurs, Warszawa
- 2019 – III miejsce w kategorii Fotografia za zdjęcia pt. „Formowanie” – Centrum Historii Zajezdnia, Wrocław